# ギラッド・ヘクセルマン
ギラッド・ヘクセルマン（Gilad Hekselman, 1983年 - ）はイスラエル出身のジャズギタリスト。

## 略歴
1983年にイスラエルで生まれる。6歳からピアノを始め、9歳のときにギターを始める。18歳のときにテルマ・イエリン芸術学校を卒業する。その後、アメリカ・イスラエル文化基金（英語: America-Israel Cultural Foundation）に奨学金を得て渡米し、ニューヨークにあるニュースクール大学に入学。2008年に舞台芸術の学位を取る。
2005年、ギブソン・モントルー・インターナショナル・ギター・コンペティション(Gibson Montreux International Guitar Competition)で優勝する。

## ディスコグラフィ

### リーダー作品
- splitlife (2006)
- Words Unspoken (2009)
- HEARTS WIDE OPEN (2011)
- THIS JUST IN (2013)
- HOMES (2015)
- ASK FOR CHAOS (2018)
- FURTHER CHAOS (2019)